# King of America
King of America é o álbum de Elvis Costello, lançado em 1986, foi uma oportunidade para Costello dinamitar três de seus principais fundamentos: o som pop e elaborado de sua banda (The Attractions), as guitarras e demais instrumentos elétricos e seus habituais jogos de palavras, abatendo por strike as ambiguidades e obscuridades presentes em seus ótimos álbuns anteriores.
Com letras diretas e um som calcado em música folk, country e jazz, o disco é um desfile de canções acústicas liricamente inspiradas, contendo mais baladas do que canções agitadas. Costello canta acompanhado por músicos de Elvis Presley (Jerry Burton entre eles), Jerry Scheff (que tocou com The Doors) e David Hidalgo (vocalista de Los Lobos).
Destaques para Brilliant Mistake, Our Little Angel, Jack of All Parades, Sleep of the Just e I´ll Wear it Proudly.